# آنچه آن‌ها داشتند
آنچه آنها داشتند (به انگلیسی: What They Had) یک فیلم درام آمریکایی محصول سال ۲۰۱۸ به نویسندگی و کارگردانی الیزابت چامکو در اولین کارگردانی بلند خود است. بازیگران اصلی این فیلم هیلاری سوانک، مایکل شنون، رابرت فورستر، بلایث دانر، تایسا فارمیگا و جاش لوکاس می‌باشند.
این فیلم برای اولین بار در جشنواره فیلم ساندنس در ۲۱ ژانویه ۲۰۱۸ به نمایش درآمد و در ۱۹ اکتبر ۲۰۱۸ توسط خیابان بلیکر در ایالات متحده اکران شد.

## خلاصه داستان
دو خواهر و برادر را دنبال می‌کند که با پدرشان درگیری دارند که آیا مادرشان را که از بیماری آلزایمر رنج می‌برد در خانه سالمندان قرار دهند یا نه.

## تولید
فیلمبرداری در ۲۲ مارس ۲۰۱۷ در شیکاگو، ایلینوی آغاز شد. فیلمبرداری در ۲ می ۲۰۱۷ در لس آنجلس به پایان رسید.

## بازخوردها
- در وب‌سایت جمع‌آوری راتن تومیتوز، این فیلم بر اساس ۱۱۶ نقد، با میانگین ۷٫۱ از ۱۰، دارای ۸۶٪ تاییدئیه است.[۵]
- در متاکریتیک بر اساس ۲۵ منتقد، میانگین وزنی امتیاز ۶۹ از ۱۰۰ را به فیلم اختصاص داد که نشان‌دهنده «بررسی‌های عموماً مطلوب» است.[۶]